# Willi Herold
Willi Herold (Lunzenau, República de Weimar, 11 de septiembre de 1925 - Wolfenbüttel, Alemania Ocupada, 14 de noviembre de 1946), más conocido como «El verdugo de Emsland», fue un soldado y criminal de guerra alemán que fingió ser un capitán de la Luftwaffe. Comandó un pelotón de ejecución en los meses finales de la Segunda Guerra Mundial en Europa, aplicando la pena capital a desertores y prisioneros de guerra alemanes detenidos en los campos de prisioneros de la región de Emsland, hasta finalmente ser arrestado por la Marina Real británica, juzgado y ejecutado por crímenes de guerra el 14 de noviembre de 1946. Su historia inspiraría la película de 2017 dirigida por Robert Schwentke Der Hauptmann (en español, El capitán).

## Biografía
Willi Herold nació el 11 de septiembre de 1925 en la ciudad de Lunzenau, Sajonia. Hijo de un techador, asistió a la Volksschule y la Technische Schule en Chemnitz, realizando un curso de capacitación para trabajar como deshollinador. En 1936 Herold fue expulsado de las Juventudes Hitlerianas por negarse a participar en los ejercicios requeridos. Fue llamado para el Servicio de Trabajo del Reich y colaboró en la construcción del Muro atlántico en las costas de la Francia ocupada hasta el 9 de septiembre de 1943.

### Segunda Guerra Mundial
El 30 de septiembre de 1943 fue llamado al servicio militar. Después de un entrenamiento básico con un regimiento de paracaidistas en Tangermünde, fue enviado a Italia y combatió en Nettuno y Montecassino, donde fue ascendido al rango de cabo y se le otorgó la Cruz de Hierro de Primera Clase por la destrucción de dos tanques británicos en la playa de Salerno.
En marzo de 1945 su unidad fue reubicada en Alemania. En el caos de la retirada del ejército alemán, el soldado se separó de su unidad a principios de abril de 1945. Cerca de Gronau y Bad Bentheim encontró un automóvil abandonado que contenía el equipaje de un capitán de la Luftwaffe, poniéndose el uniforme y fingiendo ser oficial de la Wehrmacht. Herold reuniría a su alrededor varios soldados igualmente perdidos.
El 11 de abril de 1945, el grupo de Herold llegó al campo de prisioneros de Aschendorfermoor en Papenburgo, que retenía a desertores del ejército alemán. Herold informó a las autoridades alemanas del campamento que estaba actuando bajo las órdenes directas de Adolf Hitler, haciéndose cargo del pelotón de ejecución y asesinando en los siguientes ocho días a más de 100 internos, culpables de cualquier transgresión. Después de un ataque aéreo, la mayoría de los reclusos sobrevivientes lograron escapar.
El grupo de Herold abandonó el campamento y cometió varios crímenes de guerra más: ahorcaron a un granjero en Leer, Frisia oriental, que había izado la bandera blanca, y también asesinaron a cinco holandeses acusados presuntamente de espionaje. Retirándose del avance aliado, el grupo de Herold llegó a Aurich y fueron arrestados por el comandante local. Willi Herold confesó sus crímenes y fue transferido a Norden para ser juzgado por la Kriegsmarine. Después del juicio se le propuso colaborar en la operación Werwolf, facilitando su huida.

### Arresto y ejecución
Herold se dirigió a Wilhelmshaven y retomó su antigua profesión como deshollinador. Fue arrestado por la Royal Navy el 23 de mayo de 1945 por el robo de una barra de pan. Después de una investigación y posterior interrogatorio de testigos, Herold fue identificado como uno de los criminales de guerra buscados. El 1 de febrero de 1946, Herold y sus hombres fueron obligados por las fuerzas de ocupación británicas a desenterrar los restos de los presos asesinados en el campamento de Aschendorfermoor, revelando un total de 195 cuerpos.
En agosto de 1946, Herold y otros doce soldados fueron juzgados en Oldemburgo por un tribunal militar británico, supervisados por el coronel H. Brown. Fue considerado responsable del asesinato de 125 personas y condenado a muerte el 29 de agosto de 1946, junto a otro seis acusados más: Karl Hagewald (1892-1946), Bernhard Meyer, Karl Schütte, Josef Euler, Hermann Brandt y Otto Paeller; los otros cinco hombres fueron absueltos. El 14 de noviembre de 1946 Willi Herold y los otros cinco acusados fueron guillotinados en la prisión de Wolfenbüttel, Baja Sajonia.